# スプラッターハウス PART3
『スプラッターハウス PART3』（SPLATTERHOUSE PART3）は、1993年にナムコ（後のバンダイナムコエンターテインメント）から、アーケードゲーム『スプラッターハウス』（1988年）の家庭用オリジナル続編（シリーズ3作目）としてメガドライブで発売されたアクションゲームである。
日本でも発売されたが、ゲーム中のメッセージはステージの合間のストーリーデモも含めて英語のみで、日本語へのローカライズは一切されていない。また日本版では一部のデモがカットされており、海外版では操作や技等が異なっている。各デモ画面では実写が使われている。

## ゲーム内容

### システム
これまでの前2作とは異なり、奥行きがあるベルトスクロールアクションゲームに変更されている。ライフもゲージ制になっている。コンティニューは無限で、パスワード制。パスワードはゲームオーバー時に表示される。スコアシステムは無くなった。
操作方法
十字キー左右
リックの左右の移動。敵と一定の距離まで接近すると敵をつかむ事が出来る。
十字キー下
手前に移動。
十字キー上
奥に移動。
Bボタン
攻撃、武器やアイテムを拾う、使う。
Cボタン
ジャンプ。
Aボタン
リックの変身。霊力メーターを消費し、変身する事が出来る。変身中は、攻撃力、防御力、技の威力が格段にアップする。ただし霊力メーターがなくなったり、部屋内の全ての敵を倒すと変身が解けてしまう。また戦闘時以外（敵がいない部屋）では変身出来ない。
技（ノーマルリック）
ボディスラム
敵をつかんで十字キー左右どちらか+Bボタン。投げ技で、敵を他の敵にぶつけることも出来る。
パワースラム
敵をつかんで十字キー上+Bボタン。これも投げ技。
ジャンプキック
ジャンプ後+Bボタン。
スピンキック
Cボタン+Bボタン。回転キック。
ヘッドクラッシュ
敵をつかんでBボタン。敵に頭突きを食らわせる。
必殺技（パワーアップリック時のみ）
テンタクルスピア
Cボタン+Bボタン。内臓を硬質化させ槍のように突き出す。
ヘルズドライバー
敵をつかんで十字キー上+Cボタン。高くジャンプし、敵を頭上から床に叩きつける。
ハイタワークロー
敵をつかんでBボタン。敵を両腕で絞めつける。
ドリルクロー
敵をつかんでBボタン+十字キー上。つかんだ敵を突く。

### 武器
攻撃力が高く、敵との距離を保ちつつ攻撃出来る。同ステージ内なら部屋間の持ち越しも可能。なおパワーアップリック時は、どの武器を拾っても投げつけるだけになる。
角材、バット、鉄パイプ
敵を叩き潰したり、頭を打ち砕く。
大鉈、出刃包丁
敵を真っ二つにしたり、首をはね飛ばす。
コンクリートブロック、彫刻
投げつけて使用する。また拾うこともできる。

### アイテム
床に落ちているものの他、敵を倒すと手に入る事もある。
デーモンハート
心臓の様なアイテム。ライフを一定量回復出来る。
パワーストーン
霊石。霊力メーターを一定量回復出来る。
命の書
謎の青い本。1UP。

### ステージ構成
全6ステージで構成されている。各ステージは1フロアで構成されており、たくさんの部屋で区切られている（ただしステージ6はボス戦のみである）。入った部屋の全ての敵を倒さなければ次の部屋へ行くことは出来ない。敵が出現しない部屋、トラップのみの部屋もある。敵を全滅させた部屋も戻ると稀に敵が再び配置されることもある。ステージ内のボスフロアへたどり着き、ボスを倒せばステージクリアとなる。なお部屋内の全ての敵を倒した際、スタートボタンを押すとステージマップを見る事が出来る。またステージクリアタイムによって、ストーリーの流れ、エンディングが変化するマルチストーリーを採用している。
STAGE 1：Mansion 1st Floor（1階）
ジェニファーとデイビッドは邪神によって連れ去られてしまった。リックは愛する家族を救うため、心ならずもあの「忌まわしき仮面」を額につけ、魔窟と化した我が家に足を踏み入れた。
STAGE 2：Mansion 2nd Floor（2階）
ヘル・ガーディアンを倒し、ジェニファーを救出したが、彼女に異変が起きた。ヘルマスク『邪神の下僕に寄生虫を植え付けられたようだな。そいつは人間の体を内側から蝕み宿主を化物にしてしまう。ジェニファーを救うにはそれを植え付けた魔物を倒すしかない。』怒りに燃え、二階へと向かうリック。彼女を救うためにも、一刻も早くその憎き輩を見つけ出さなければならない。
STAGE 3：Mansion 3rd Floor（3階）
憎きジャイアント・イーターを葬り去り、ジェニファーは助かった。しかしデイビッドの姿はどこにも見当たらない。ヘルマスク『デイビッドは「鍵」なのだ。暗黒の力を秘めた「魔石の封印」を解く霊媒としての「鍵」なのだ。魔石の力を解放すれば闇が再び地上を覆うことになろう。魔石を封印した異次元の神殿へ入るためには月食の夜、邪神の祭壇に彼を捧げなければならない…。』微かに聞こえるデイビッドの声…。邪神の魔の手が及ぶ前に何としても助け出さねばならない。
STAGE4：Mansion Basement（地下室）
邪神『月が闇に包まれし時、我と我が礎たる神々の名において扉を開かん。今こそ奪われし力を取り戻し、再び地上の王とならん。童よ、汝「鍵」となり、この屈辱の扉を開けよ!』残る地下室へと向かうリック。復活の儀式はすでに始まろうとしている・・。
STAGE 5：The Dark Stone（魔石の神殿）
邪神『我こそは邪神の王なり。真の支配者なり。魔石よ!その力を解き放ち我に与えよ!』デイビッドを無事救出するも、魔石の力は解放されてしまい、遂にその復活を遂げた「究極邪神」。悪しき力の暗躍を阻止するためには、奴を抹殺しなければならない。
STAGE 6：The Mask（最後の決戦）
隠されたヘルマスクの思惑に愕然とするリック。異次元の大地を舞台に、最後の戦いが始まる。
STAGE X：The Strange Zone（奇妙な空間）
ステージ1〜4を一定時間内にクリアすると出現する、命の書が稼げる（但し敵も出現する）ボーナスステージ。本編ストーリーとの関連性は不明であり、クリア後に必ずリックが「……?」と不思議に思う。

## キャラクター
リック
主人公。ジェニファーと息子デイビッドを救出するため、心ならずもヘルマスクの力を借り、三度目の戦いへ赴く。
ジェニファー
リックの妻。再び魔物たちに連れ去られてしまう。
デイビッド
リックの息子。魔石の封印を解く「鍵」として、ジェニファー同様連れ去られてしまった。
ヘルマスク
太古より覇者と共にあった仮面に宿りし精霊。今作で彼の目的が明らかになる。

### 敵キャラクター
本作ではある程度ダメージを与えると敵の顔面が崩れる演出がある。前作にも登場していたボディイーターやダークネールは、今回は障害物として登場。
ボーンデッド
ゾンビ。首の無い死体に魂を与えたもの。手首の無い腕で殴ってくる。非常に脆く、近づいただけで死んでしまう者もいる。
デッドリーパー
目や鼻がない人型の魔物。鋭い刃の様な爪で攻撃してくる。赤いデッドリーパーはスライディングキックを仕掛けてくる。
アンドラス
皮膚がむき出しの鳥の様な魔物。スライディングキックや舌で突いて攻撃してくる。
チャグル
頭部が異常に発達した人型の魔物。攻撃は引っかいてくるのみで強くは無いが、非常にタフ。
デッドマンファット
前作にも登場した醜く太った怪物。口を突き出し、突進してくる。
ヘルハウンド
醜い犬の化け物。毒液を吐いたり、鋭い触手で攻撃してくる。
ブロノブ
ぼろ布の下に肉塊の様な体を持つ幽霊の様な敵。霊体になっている時は無敵。巨大な腕で引っかいてきたり、口から触手を伸ばして攻撃してくる。
エクトプラズム
攻撃はしてこないが、リックが攻撃を受けるなどして、武器を手放してしまうと現れその武器を持ち去ってしまう。その場合、ステージ内のどこかにある巣を探し出せば取り戻せる。倒すことは出来ない。

### ボスキャラクター
ヘル・ガーディアン
ステージ1ボス。邪神の衛兵。巨体だが身軽で、動きは素早い。爪で攻撃したり、毒液を吐いて攻撃してくる。ステージ2以降は中ボスとして登場する。ある程度ダメージを受けると口から上が剥がれ落ち、倒すともだえ苦しみながら消滅する。
ジャイアント・イーター
ステージ2ボス。狡猾な蛭の魔物。不気味な笑い声が特徴。高いジャンプ力を持ち、ボディイーターを放ったり、自らの頭部を叩きつけて攻撃してくる。その体内は無数の蛆に侵食されている。ある程度ダメージを与えると頭が弾け飛ぶ。倒すと爆発四散する。
マック・ザ・ベア
ステージ3ボス。デイビッドに化けていた悪霊が熊のぬいぐるみに憑依したもの。ある程度ダメージを与えると肉塊の様な醜悪な正体を現し、突進や爪で突いて攻撃してくる。尚、正体を現したと同時に奇声をあげながらリックに挑発してくる。倒すと木っ端微塵に吹き飛ぶ。
タッツヴェルム
ステージ4ボス。最初は浮遊する半透明の卵の様な形態だが、ある程度ダメージを与えると巨大なイモムシの様な姿に急激に成長し襲ってくる。全身から電撃を放出したり、口を開いて突進して攻撃してくる。倒すと炎に包まれて消滅する。
究極邪神
ステージ5ボス。前作に登場した邪神が魔石の力を得て完全に復活した姿。強力な雷や光弾を放ってくる。まれに胸から巨大な顔が飛び出して攻撃してくる事もある。倒すと本体と思しき顔がもがき苦しみながら破裂し、そのまま地面に倒れて砕ける。
ヘルマスク
最終ボス。ヘルマスクが倒された邪神に憑依し、その肉体を奪ったもの。炎や分身など多彩な攻撃を仕掛けてくる。ボス敵の中で唯一、ガードする能力を持っていない。

## スタッフ
- ディレクター、クリーチャー・デザイン：Naga! Yama!（永山義朗）
- プログラマー：Pori 2 Oohori（おおほりはるお）
- ゲーム・デザイン、プロデューサー：Sammy Shimotsuma（下間正巳）
- アソシエイト・プロデューサー：Papaya Payapaya
- キャラクター・デザイン：Gyoee! Miyazaki
- バックグラウンド・デザイン：Daiya.Y（吉田大也）
- アシスタント・グラフィック・デザイナー：K.327、Senpuuki、Kunfu Man
- アシスタント・プログラマー：Hey!
- スペシャル・ビジュアル・エフェクト：Oja（尾崎博嗣）、Yuko、Mokkn
- 作曲、サウンド・デザイン：Milky Eiko（金田栄子）
- サウンド・スーパーバイザー：Kiyoshi（前川征克）
- ボイス・メーカー：Kawagen（川元義徳）、Gaku
- スペシャル・メイクアップ・アーティスト：Sakusaku Koya
- 撮影監督：Silky No.1（篠原伸之）
- ビデオ・グラフィックス・キャスト 
  - リック・ザ・モンスター：Psychic
  - ジェニファー：Fascal
  - デヴィッド：Mikurin
  - リック・ザ・ヒューマン：Oja
- スペシャル・サンクス：Funanin、Union Bikers、Ms.Kanai

## 評価
- ゲーム誌『ファミコン通信』の「クロスレビュー」では7・6・7・5の合計25点（満40点）となっている[3]。
- ゲーム誌『メガドライブFAN』の読者投票による「ゲーム通信簿」での評価は以下の通りとなっており、21.6点（満30点）となっている[4]。

| 項目 | キャラクタ | 音楽 | お買得度 | 操作性 | 熱中度 | オリジナリティ | 総合 |
| 得点 | 3.8        | 3.4  | 3.9      | 3.5    | 3.6    | 3.4            | 21.6 |
- ゲーム本『メガドライブ大全』（2004年、太田出版）では、「オープニングや幕間には気味の悪い写真が使われ、心臓に悪い度は増幅されている」、「スライディングがなくなったのは残念だが、今回も角棒は心強い友達だ」と評している[5]。